# Broño (Negreira)
Broño (llamada oficialmente San Martiño de Broño) es una parroquia y un lugar español del municipio de Negreira, en la provincia de La Coruña, Galicia.

## Entidades de población
Entidades de población que forman parte de la parroquia:
- Broño
- Casa de Antelo
- Feáns
- Rapote (O Rapote)
- Redemuíños
- Sanmartiño (San Martiño)
- Trasbarcala

## Demografía

### Parroquia
| Gráfica de evolución demográfica de Broño (parroquia) entre 2000 y 2018 |
|                                                                         |
| Datos según el nomenclátor publicado por el INE.                        |

### Lugar
| Gráfica de evolución demográfica de Broño (lugar) entre 2000 y 2018 |
|                                                                     |
| Datos según el nomenclátor publicado por el INE.                    |